# Ubi jezik
Ubi jezik (ISO 639-3: ubi; oubi), afrazijski jezik istočnočadske skupine, kojim govori oko 1 100 ljudi (1995 SIL) jugozapadno od Tounkoula,u čadskoj regiji Guéra, departmanu Guéra. Leksički mu je najsličniji mawa [mcw] (48%).
Klasificora se podskupini dangla-migama

## Vanjske poveznice
- Ethnologue (14th)
- Ethnologue (15th)